# Storm glass

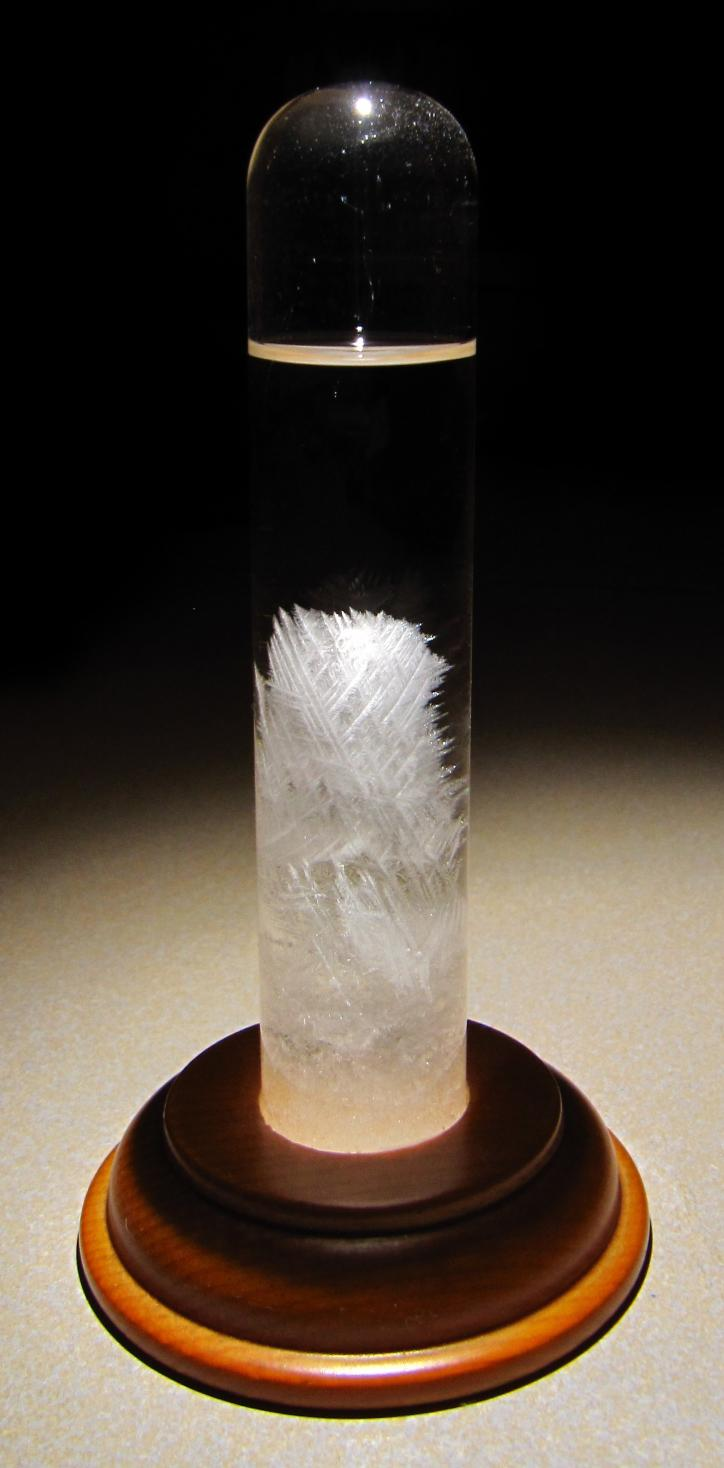
Storm glass

Storm glass là một dụng cụ khí tượng dùng để dự báo thời tiết. Công cụ này đã được giới thiệu từ những năm 1750 nhưng chỉ được theo dõi thử nghiệm bởi đô đốc Robert FitzRoy trên chiếc HMS Beagle khi thực hiện chuyến thám hiểm với Charles Darwin vào năm 1834-1836. Bên cạnh sự nghiệp hải quân của mình, FitzRoy cũng là một trong những người tiên phong trong lĩnh vực khí tượng.

## Thử nghiệm
FitzRoy đã chuẩn bị cho việc nghiên cứu khí tượng khi nhận được hợp đồng cho việc thực hiện một chuyến thám hiểm với Darwin và ông đã mang theo các công cụ như các loại đồng hồ có độ chính xác cao, các loại áp kế khác nhau, chuyến đi này cũng là lúc thử nghiệm thang sức gió Beaufort lần đầu tiên cho một chiếc thuyền buồm. Một trong những thứ được xếp vào loại áp kế được mang theo là storm glass.
Sau một thời gian theo dõi storm glass thì kết quả mà ông thu được là:
- Nếu dung dịch trong bình trong suốt có nghĩa là trời sẽ quang đãng.
- Nếu bị mờ thì trời có mây có thể sẽ có mưa.
- Nếu có các hạt nhỏ kết tinh thì nên chuẩn bị cho thời tiết sẽ ẩm ướt hoặc sương mù.
- Nếu dung dịch bị mờ vì các hạt kết tinh lơ lửng thì chuẩn bị cho giông bão.
- Nếu có các hạt kết tinh trong khi trời đang quang đãng trong mùa đông thì chuẩn bị có tuyết.
- Nếu kết tinh dạng bông tuyết lớn trong bình thì chuẩn bị cho trời u ám ở vùng ôn đới hay tuyết rơi trong mùa đông.
- Nếu kết tinh ở dưới đáy thì chuẩn bị sương giá.
- Nếu kết tinh nổi lên phía trên thì trời có thể có gió.

## Hoạt động
Storm glass dự báo thời tiết dựa trên nhiệt độ và áp suất ảnh hưởng đến độ hòa tan của dung dịch bên trong nó khi mở mức cao nhất nó sẽ trong suốt, còn thấp hơn thì các dạng kết tủa khác nhau sẽ hình thành. Cách hoạt động của storm glass vẫn chưa được hiểu rõ. Trong áp kế mức chất lỏng di chuyển lên hoặc xuống một ống tương ứng với áp suất khí quyển. Chắc chắn là nhiệt độ ảnh hưởng đến độ hòa tan nhưng storm glass lại được hàn kín không thể tiếp xúc với áp suất vốn cần để dự đoán. Một số người đã đề xuất rằng sự tương tác lên bề mặt kính cũng ảnh hưởng đến chất lỏng bên trong, các giải thích khác đôi khi bao gồm các hiệu ứng điện hoặc đường hầm lượng tử trên kính.
Độ chính xác của bình còn đang trong quá trình tranh cãi. Dù sao thì nếu bỏ qua nó có chính xác hay không trong việc dự báo thời tiết thì nó là ví dụ tốt cho việc nhiệt độ có thể ảnh hưởng đến độ tan và có thể dùng trong trang trí.

## Công thức
Công thức điều chế dung dịch cho storm glass:
- 2,5 g Kali nitrat
- 2,5 g Amoni chloride
- 33 mL nước cất
- 40 mL ethanol
- 10 g long não

Ngay cả thứ tự trộn các chất này với nhau theo ý kiến của một số người làm storm glass lâu năm thì cũng ảnh hưởng đến độ chính xác của bình, ngoài ra sử dụng long não tự nhiên giúp hoạt động tốt hơn long não công nghiệp có lẽ là do tỷ lệ băng phiến chứa bên trong.